# Mikhaïl Somov (navire)
Le Mikhaïl Somov est un navire océanographique russe qui peut être utilisé dans la navigation dans les glaces avec une épaisseur de glace solide jusqu’à 70 cm. Il porte le nom de Mikhaïl Somov, océanologue et explorateur soviétique des régions polaires.

## Histoire
Construit par les chantiers navals de Kherson, en Ukraine à la demande de ministère de la Construction de l'URSS, il est le 17e navire du type Amguema (et le cinquième de la série construite par cette usine, le navire principal étant le Kapitan Mychevski), approuvé par le Ministère du jugement dans le projet no 550 en janvier 1956 .
La montée du drapeau national de l'URSS sur le Mikhaïl Somov a eu lieu le 8 juillet 1975. Il a été transféré à l'Institut de l'Arctique et de l'Antarctique sous le commandement du capitaine M. E. Mikhaïlov le 30 juillet 1975. Le 2 septembre de la même année, le Mikhaïl Somov effectue son premier voyage.
Les événements ayant eu lieu en 1985 sur le brise-glace, piégé par les glaces pendant 133 jours et en dérive forcée au large de l'Antarctique, ont fait l'objet d'une adaptation cinématographique : le film catastrophe Le Brise-glace est sorti en 2016.
Le Mikhail Somov a participé à 21 expéditions antarctiques soviétiques, puis russes et de transport de marchandises, y compris vers l'Arctique. Après une solide restauration, dans les années 2000, il continue à ravitailler les stations polaires, les gardes-frontières, les stations de radionavigation et les installations militaires du secteur de l'Arctique russe.
Depuis 2016, il opère pour le Service fédéral russe d'hydrométéorologie et de surveillance environnementale pour alimenter des expéditions scientifiques russes dans l'Arctique, transporter du personnel, du matériel et des fournitures aux stations de recherche, aux postes-frontières et à d'autres installations, ainsi que pour mener des recherches scientifiques sur les glaces de l'Arctique.

## Galerie

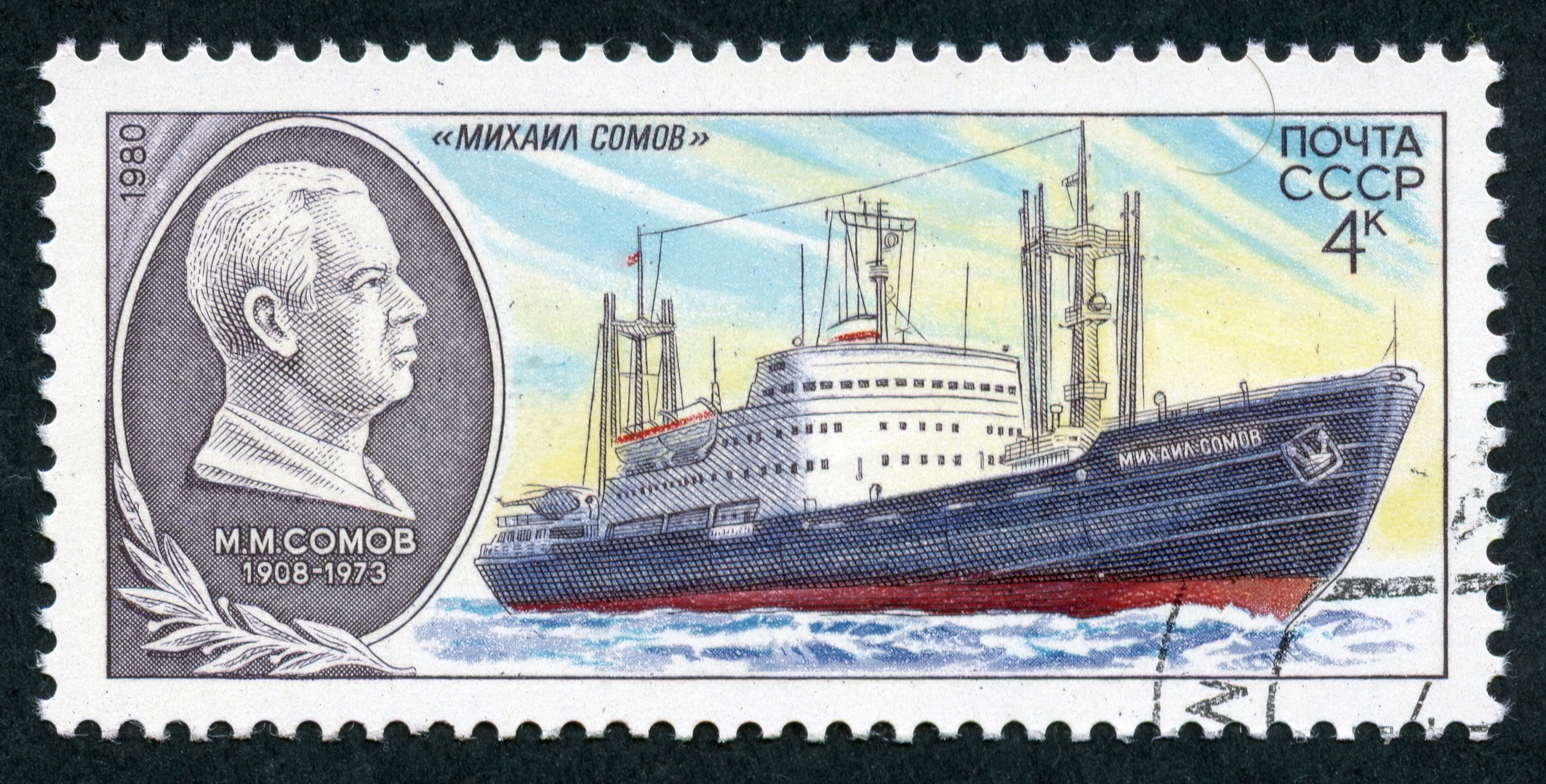
Mikhaïl Somov
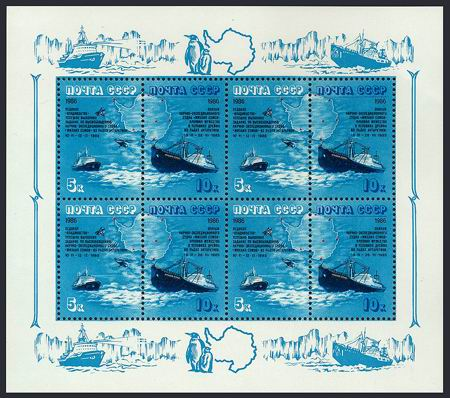
Planche de timbres (URSS-1986)

### Note et référence
1. ↑  (en) « Mikhail Somov, 1908-1973, Russian polar explorer » sur le site ufdc.ufl.edu

- (ru) Cet article est partiellement ou en totalité issu de l’article de Wikipédia en russe intitulé « Михаил Сомов (судно) » (voir la liste des auteurs).